# Olios punctipes sordidatus
Olios punctipes là một phân loài nhện trong họ Sparassidae.
Loài này thuộc chi Olios. Olios punctipes sordidatus được Tord Tamerlan Teodor Thorell miêu tả năm 1895.